# Erebia zulines
Erebia zulines är en fjärilsart som beskrevs av Hans Fruhstorfer 1918. Erebia zulines ingår i släktet Erebia och familjen praktfjärilar. Inga underarter finns listade i Catalogue of Life.